# Alexei Litwinenko
Alexei Nikolajewitsch Litwinenko (russisch Алексей Николаевич Литвиненко; * 7. März 1980 in Ust-Kamenogorsk, Kasachische SSR) ist ein kasachischer Eishockeyspieler, der zuletzt bei Barys Astana in der Kontinentalen Hockey-Liga unter Vertrag stand. 

## Karriere
Alexei Litwinenko begann seine Karriere als Eishockeyspieler in seiner Heimatstadt im Nachwuchsbereich von Torpedo Ust-Kamenogorsk, für dessen Profimannschaft er in der Saison 1998/99 sein Debüt in der Wysschaja Liga, der zweiten russischen Spielklasse, gab. Daraufhin wurde er im NHL Entry Draft 1999 in der neunten Runde als insgesamt 262. Spieler von den Phoenix Coyotes ausgewählt, die ihn jedoch anschließend nicht unter Vertrag nahmen. In der folgenden Spielzeit lief der Verteidiger parallel für den HK Dynamo Moskau in der russischen Superliga auf. Die Saison 2000/01 verbrachte er schließlich bei dessen Ligarivalen Dinamo-Energija Jekaterinburg.
Im Sommer 2001 wurde Litwinenko vom amtierenden russischen Meister HK Metallurg Magnitogorsk verpflichtet, mit dem er in der Saison 2003/04 erst im Meisterschaftsfinale am HK Awangard Omsk scheiterte. In den folgenden beiden Jahren stand der ehemalige Nationalspieler für den SKA Sankt Petersburg und den HK Spartak Moskau auf dem Eis, ehe er für die Saison 2006/07 zu seinem Ex-Club aus Magnitogorsk zurückkehrte. Mit diesem erreichte er den bisher größten Erfolg seiner Karriere, als er mit Metallurg die russische Meisterschaft gewann. In der Saison 2007/08 absolvierte Litwinenko nur noch Spiele für Metallurgs zweite Mannschaft in der drittklassigen Perwaja Liga. Auch bei Spartak Moskau, bei dem er die Saison beendete, konnte er sich nicht durchsetzen und kam nur noch auf neun Erstligaeinsätze in der gesamten Spielzeit.
Im Sommer 2008 unterschrieb Litwinenko einen Vertrag bei Witjas Tschechow aus der neu gegründeten Kontinentalen Hockey-Liga, für das er regelmäßig zum Einsatz kam. 2010 wechselte er zum Ligarivalen Barys Astana, für den er bis 2016 auf dem Eis stand und dabei über 190 KHL-Partien absolvierte.

### International
Für Kasachstan nahm Litwinenko im Juniorenbereich an der U18-D-Europameisterschaft 1998 sowie an den U20-A-Weltmeisterschaften 1999 und 2000 teil.
Bei den Herren stand er bei der B-Weltmeisterschaft 2000 und nach der Umstellung auf das heutige Divisionssystem in der Division I bei den Weltmeisterschaften 2001 und 2015 im Kader der Kasachen. 2005, 2006, 2010, 2012 und 2014 spielte er in der Top-Division. Zudem vertrat er seine Farben bei den Qualifikationsturnieren für die Olympischen Winterspiele in Vancouver 2010 und in Sotschi 2014. Bei den Winter-Asienspielen 2011 konnte er mit seiner Mannschaft die Goldmedaille erringen.

## Erfolge und Auszeichnungen
- 1998 Gewinn der U18-D-Europameisterschaft
- 2004 Russischer Vizemeister mit dem HK Metallurg Magnitogorsk
- 2007 Russischer Meister mit dem HK Metallurg Magnitogorsk
- 2011 Goldmedaille bei den Winter-Asienspielen
- 2015 Aufstieg in die Top-Division bei der Weltmeisterschaft der Division I, Gruppe A

## KHL-Statistik
(Stand: Ende der Saison 2014/15)